# NGC 2554
NGC 2554 is een spiraalvormig sterrenstelsel in het sterrenbeeld Kreeft. Het hemelobject werd op 28 februari 1785 ontdekt door de Duits-Britse astronoom William Herschel.

## Synoniemen
- UGC 4312
- MCG 4-20-15
- ZWG 119.33
- IRAS08149+2337
- PGC 23256